# Турівська сільська рада (Підволочиський район)
Ту́рівська сільська́ ра́да — адміністративно-територіальна одиниця та орган місцевого самоврядування в Підволочиському районі Тернопільської області. Адміністративний центр — село Турівка.

## Загальні відомості
- Територія ради: 4,275 км²
- Населення ради: 961 особа (станом на 2001 рік)
- Територією ради протікає річка Збруч

## Населені пункти
Сільській раді підпорядковані населені пункти:
- с. Турівка
- с. Тарноруда
- с. Фащівка

## Склад ради
Рада складається з 14 депутатів та голови.
- Голова ради: Юрчак Ярослав Михайлович
- Секретар ради: Голод Марія Іванівна

### Керівний склад попередніх скликань
| Прізвище, ім'я, по батькові | Основні відомості                                                 | Дата обрання | Дата звільнення |
| --------------------------- | ----------------------------------------------------------------- | ------------ | --------------- |
| Сташків Роман Михайлович    | Сільський голова, 1946 року народження, безпартійний              | 26.03.2006   | 31.10.2010      |
| Юрчак Ярослав Михайлович    | Сільський голова, 1971 року народження, освіта вища, безпартійний | 31.10.2010   |                 |

Примітка: таблиця складена за даними сайту Верховної Ради України

### Депутати
За результатами місцевих виборів 2010 року депутатами ради стали:

#### За суб'єктами висування
| Суб'єкт висування | Кількість обраних депутатів | %   |
| ----------------- | --------------------------- | --- |
| Самовисування     | 14                          | 100 |

#### За округами
| № округу | Прізвище, ім'я, по батькові  | Дата визнання обраним | Освіта  | Партійна приналежність | Відомості про обраного депутата                                          |
| -------- | ---------------------------- | --------------------- | ------- | ---------------------- | ------------------------------------------------------------------------ |
| 1        | Поточняк Ольга Володимирівна | 05.11.2010            | середня | позапартійна           | Турівський ДНЗ, помічник вихователя                                      |
| 2        | Окаринська Галина Іванівна   | 05.11.2010            | середня | позапартійна           | Турівський фельдшерсько-акушерський пункт, молодшамедсестра              |
| 3        | Штокайло Галина Миколаївна   | 05.11.2010            | вища    | позапартійна           | тимчасово не працює                                                      |
| 4        | Грицай Петро Іванович        | 05.11.2010            | вища    | позапартійний          | ТОВ « ГК Аплісенс», бухгалтер                                            |
| 5        | Городецька Марія Антонівна   | 05.11.2010            | вища    | позапартійна           | Турівська сільська рада, головний бухгалтер                              |
| 6        | Голод Марія Іванівна         | 05.11.2010            | вища    | позапартійна           | Турівська сільська рада, секретар                                        |
| 7        | Герла Ірина Андріївна        | 05.11.2010            | вища    | позапартійна           | Турівський фельдшерсько-акушерський пункт, по догляду за дитиною до 3 р. |
| 8        | Штокайло Марія Михайлівна    | 05.11.2010            | середня | позапартійна           | тимчасово не працює                                                      |
| 9        | Мартинюк Ольга Антонівна     | 05.11.2010            | середня | позапартійна           | Турівський ДНЗ, кухар                                                    |
| 10       | Цимбрак Сергій Богданович    | 05.11.2010            | середня | позапартійний          | тимчасово не працює                                                      |
| 11       | Головко Мирослава Євгенівна  | 05.11.2010            | середня | позапартійна           | тимчасово не працює                                                      |
| 12       | Петрушевська Ганна Йосипівна | 05.11.2010            | вища    | позапартійна           | Турівська сільська рада, спеціаліст                                      |
| 13       | Салюк Віталій Дмитрович      | 05.11.2010            | вища    | позапартійний          | Фащівська загальноосвітня школа І ст., завідувач                         |
| 14       | Гиб Галина Володимирівна     | 05.11.2010            | середня | позапартійна           | Турівськевідділення зв'язку, листоноша                                   |